# Tetsuwan Atom
Astro Boy або Tetsuwan Atom (яп. 鉄腕アトム, Тэцуван Атому, «Могутній Атом») — манґа і чорно-білий аніме-серіал Осаму Тедзукі, що заклав основи сучасної аніме-стилістики. Одна з найвідоміших робіт Тедзукі. Манґа Astro Boy, яка публікувалася в японському журналі Shonen з 1952 року, була успішна в Японії та інших країнах. Спочатку вона називалася Atom Taishi — «Посланець Атом».
Зняте по ній аніме потрапило в список ста кращих анімаційних серіалів IGN як перший популярний телевізійний аніме-серіал. Аніме Astro Boy — другий в історії Японії аніме-серіал і перший проєкт Осаму Дедзакі, де він зрежисував кілька серій.
Після успішного прокату оригінального серіалу за межами Японії було створено кілька римейків, перший з яких був створений в 1980-і роки під назвою Shin Tetsuwan Atomu, другий був створений в 2003 році (в інших країнах вони обидва були відомі під тією ж назвою, що і оригінальний серіал — Astro Boy). 2009 року на основі оригінальної манґи Осаму Тедзукі був створений повнометражний анімаційний фільм.
Історія оповідає про пригоди робота на ім'я Атом (в англійському дубляжі — «Астробой»). Персонаж Астробой займає 2 місце в списку 25 кращих персонажів аніме за версією IGN. Джонатан Клементс і Хелен Маккарті в книзі The Anime Encyclopedia: A Guide to Japanese Animation Since 1917 назвали Астробоя сумішшю Піноккіо і Супермена.

## Сюжет
Дія відбувається в світі, де андроїди живуть разом з людьми . Головний герой твору, могутній робот Атом, був створений вченим доктором Темма, головою Міністерства Науки, щоб замінити померлого сина Тобіо, який загинув в автокатастрофі. Доктор Темма створив Атома за образом і подобою Тобіо і спілкувався з ним як зі своїм справжнім сином. Однак незабаром він зрозумів, що робот не може замінити йому Тобіо, бо Атом не ставав старше і не поводився як людина. Темма відрікається від Астробоя і продає його жорстокому господареві цирку Хамегу. Пізніше він звільняється з Міністерства Науки .
Через деякий часу професор Отяномідзу, новий глава Міністерства Науки, бачить Атома, що виступає в цирку, і переконує Хамега повернути робота йому. Отяномідзу стає опікуном Атома і незабаром розуміє, що той наділений чудовою силою і навичками, а також тепер він здатний відчувати людські емоції. Отяномідзу також створює для Атома штучну сім'ю, що складається з роботів. Атом починає боротися зі злом і несправедливістю. Більшість його ворогів — це люди які ненавидять роботів, роботи що вийшли з-під контролю або інопланетні загарбники. Одного разу атому навіть вдається запобігти бомбардуванню мирного в'єтнамського села.

## Персонажі
Атом — хлопчик-андроїд, створений доктором Темма в 2000 році. Володіє різними надлюдськими здібностями (наприклад, можливість літати) і добрим дитячим характером, його потужність становить 100 000 кінських сил, а IQ дорівнює 300. Може розмовляти на 60 різних мовах світу . Однією з відмінних рис Атома є його людяність — він завжди намагається допомагати оточуючим. В англійському дубляжі його ім'я — Астробой .
Уран — кібернетична сестра Атома, створена доктором Отяномідзу. Досить пустотлива дівчинка, через що Атом постійно потрапляє в біду. Її потужність становить 50 000 кінських сил, проте вона не має тих збройних характеристик, що її брат. Вона регулярно супроводжує брата під час місій (або намагається це робити). Здатна відчувати людські емоції. Вперше з'являється в 25 серії оригінального аніме (The Strange Birthday Present). В аніме 2003 року вона має здатність спілкуватися з тваринами. В англійському дубляжі її ім'я — Астроґірл.
Кобальт — кібернетичний брат Атома. В англійському дубляжі його ім'я — Джетто.
Уматаре Темма — колишній глава Міністерства Науки. Після смерті свого сина він вирішив створити робота, який би був схожий на його сина. Але коли Теммі розуміє, що Атом не зможе вирости, то продає хлопчика в цирк. В англійському дубляжі його ім'я — Астер Бойнтон II.
Тобіо — син доктора Темми, загиблий в автокатастрофі. В англійському дубляжі його ім'я — Астер Бойнтон III.
Професор Отяномідзу — нинішній глава Міністерства Науки, борець за права роботів. Добродушний і порядний, трохи ексцентричний, він виступає в якості наставника для Атома і Уран і готовий віддати життя за будь-якого з них. В англійському дубляжі його ім'я — Пакадермус Дж. Елефан.
Сюнсаку Бан — шкільний вчитель Атома. Одночасно є приватним детиктивом, володіє бойовими мистецтвами. В англійському дубляжі його ім'я — Персіваль Помпоус.
Тавас Кейба — детектив, з підозрою ставиться до роботів. В англійському дубляжі його ім'я — інспектор Гамшо.
Накамура Кейба — поліцейський, завжди носить форму. Зазвичай доброзичливий до роботів. В англійському дубляжі його ім'я — начальник поліції Макклоу.

## Історія створення
Влітку 1950 року головний редактор журналу Shonen видавництва Kobunsha попросив Осаму Тедзука створити невелику історію для журналу. Тезука запропонував тему, пов'язану з японською міфологією, однак вона була відкинута. Потім Тедзукі надійшла пропозиція створити серіал. Тоді автор запропонував науково-фантастичну тематику — в його роботі мало фігурувати місто-держава під назвою «Континент Атома». Однак ця ідея також була визнана редакторами занадто складною і великою, тому Тедзукі було запропоновано зосередитися на персонажах. Внаслідок цього автор змінив спочатку задумане назву твору Atomu Tairiku на Atomu Taishi. Пізніше він розповідав, що вибрав слово «атом», бо в той період майже всі японці вели розмови про ядерну енергію. Як і багато людей, які пережили бомбардування міст Хіросіма і Нагасакі, Тезука ненавидів ядерну зброю і був переконаний в тому, що ядерну енергію можна використовувати в мирних цілях. У первинному варіанті сценарію головний герой на ім'я Атом не мав ні характеру, ні почуттів, і більше нагадував ляльку. Однак редактор журналу Shonen порекомендував Тедзукі зробити свого героя роботом з людським характером, бо такий персонаж, на його думку, міг сподобатися читачам. Тезука змінив назву свого твору на Tetsuwan Atomu і вніс корективи в сюжетну лінію. Зокрема, він намагався зробити головного героя більш людяним. Праобразом головного героя виступив персонаж американських мультфільмів Майті Маус. Зачіску Атома Тезука намалював за образом і подобою тієї, яку сам носив у молодості. В інтерв'ю 1978 року Тезука зізнався, що спочатку хотів зробити головного персонажа дівчиною, а єдиною причиною, по якій він цього не зробив, була цільова аудиторія журналу Shonen Magazine.
Стилістично зображення персонажів нагадує не раніші твори японської анімації, а американські чорно-білі мультфільми 1930-х років, зокрема роботи Макса Флейшера про Бетті Буп і Папая. Самі персонажі Astro Boy намальовані просто і використовують округлі форми, тим самим в їх образі акцент переходить на вираз обличчя. Саме з них в манзі і аніме почалася традиція зображення героїв з «великими очима».
У деяких розділах манґи Тезука торкнувся теми і питання, якими особисто цікавився. 1959 року їм була написана глава «Іванко-дурник» (англ. Ivan the Fool), назва якої запозичене з російської народної творчості. Главу Invisible Giant автор написав, черпаючи натхнення від американського фільму «Муха». Глава Robot Land 1962 року була написана під впливом творчості японського письменника Едогава Рампо. Протягом усієї роботи над мангою Тезука експериментував з різними стилями малювання, тим самим вдосконалюючи якість малюнка. Крім того, на його твір вплинув театр Такарадзука, яким автор в дитинстві захоплювався.
Ідея створення анімаційного серіалу за мотивами манги виникла ще в 1950-х роках, проте спочатку від неї відмовилися, бо, за словами аніматора Ямамото Санае, «на це не вистачило б навіть всієї анімаційної індустрії». Щоб зробити процес менш трудомістким, при створенні телесеріалу Тедзукі вперше в Японії були застосовані принципи «часткової анімації». Бюджет аніме був досить низький — близько 5 000 дол. на одну серію. При перенесенні персонажів на телеекран їх дизайн залишився вірним манзі.

## Медіа

### Манґа
Манґа вперше публікувалася з 1951 по 1968 роки в журналі Weekly Shonen Magazine. З квітня 1951 року по березень 1952 року вона короткими частинами виходила під назвою Atomu Taishi, проте в наступному році вона була змінена на Tetsuwan Atom. Пізніше вона публікувалася англійською мовою видавництвом Dark Horse Comics в перекладі Фредеріка Шодта. Тезука спочатку задумував свій твір як пародію, проте на прохання редакторів він зобразив мирне майбутнє, в якому переважають наука і техніка, а ядерна енергія використовується в мирних цілях.
У 2004 році Акірою Хімекавою була сана манга Tetsuwan Atom, художньо відрізнялася від оригіналу Тедзукі. Вона була випущена видавництвом Madman Entertainment.

### Аніме
Прем'єра аніме відбулася на початку 1963 року по телеканалу Fuji TV, але потім показ проходив по каналу NHK. В Японії серіал став одним з найбільш популярних. Воно стало першим аніме, що виходив півгодинними серіями в Японії. Всього було 4 сезони загальною чисельністю 193 серії, остання серія була показана в Наприкінці 1966 року. 1964 року в кінотеатрах Японії показали фільм Uchu no Yusha (англ. The Brave in Space or Hero of Space, що був 3-ма об'єднаними та розфарбованими серіями.
Це було також перше аніме, показане за межами Японії — в тому ж році серіал був ввезений в США, де він демонструвався по телеканалу NBC під назвою Astro Boy. Всього в Америці було продубльовано і показано 104 серії. Зміна назви була пов'язана з тим, що оригінальне японське назва була схоже з ім'ям персонажа американських коміксів. Також при дубляжі в переклад були внесені зміни, щоб згладити культурні відмінності. Наприклад, О-бон став церемонією, щоб віддати шану тим, хто вирушив в космос і не може бути зараз з сім'єю.
Дія аніме розгортається в 2000 році, про що не раз згадує оповідач, що суперечить датою народження Атома, даної в манзі — 7 квітня 2003 року. Для аніме був використаний той же дизайн персонажів, що і в манзі. Нові персонажі, що з'являлися в серіях, виконувалися в тому ж стилі. У той же час зображення намагалися полегшити, щоб спростити анімацію, бо виробництво повинно було встигати за розкладом виходу серій. Але попри те, що фони виконані просто, вони завжди мальовничі. Наприклад, в серії The Abominable Snowman дія відбувається в загубленому римському місті в Гімалаях і деякі фрески та скульптури виконані примітно деталізовано. Зображення самого Осаму Тедзукі були помічені у вигляді камео в деяких серіях.
У 1980 році вийшов кольоровий рімейк оригінального серіалу. З двух версій в кольорі — 1980 і 2003 року — остання виконана краще, але вони обидва опинилися не в силах передати графічну силу оригіналу. Атом в обох пасивніший і не так рішучий і впевнений в собі, як в оригіналі, що зробило його більш політично коректним для пізнього часу, але вже не так захоплювало.

### Фільм
Анімаційний фільм «Астробой» вийшов у жовтні 2009 року компанією Imagi Animation Studios. В англійському дубляжі Астробоя озвучував Фредді Гаймор, доктора Темму — Ніколас Кейдж.
Раніше під час світової ярмарки 1964 року, Тедзука Осаму (автор манґи) і Волт Дісней провели зустріч, де другий вказав, що сподівається створити щось подібне Астро-бою.

### Ігри
Компанія Konami розробила і випустила в 1988 році гру Tetsuwan Atom для приставки Nintendo Entertainment System. Гра була відома великим рівнем складності, бо головний герой міг бути убитий одним ударом.

## Критика
- До 1964 року обсяг продажів манги перевищив 1 млн примірників[15].
- Жителі Японії заявляли про те, що своїми досягненнями в області робототехніки вони зобов'язані саме головному герою твору[47]. Головний персонаж серіалу став одним з національних символів Японії[48].